# ふわふわ ふるる
「ふわふわ ふるる」は、tohkoの3枚目のシングル。1998年7月15日にフライトマスター（ポニーキャニオン）から発売された。

## 解説
前作『LOOPな気持ち』まではトーコ名義だったが、今作からtohko名義に変更した。また、前作までは小室哲哉と日向大介の共同プロデュースであったが、今作から小室の単独プロデュースとなった。
表題曲は、カネボウのブランド「テスティモ」のCFソングとして使用された。
ジャケット撮影は前2作まではスタジオで行われていたが、今作では初めて屋外で行われた。撮影場所は東京テレポート駅と後楽園遊園地の2か所であり、東京テレポート駅では当時未供用であったホームを貸し切り、後楽園遊園地では閉園後にアトラクションを稼働させて撮影を行った。最終的には前者の写真がジャケット写真に採用され、後者は雑誌等のスチールとして用いられた。
3曲目の「Instrumental」は1曲目のバックトラックだが、一部アレンジが異なる部分がある。
1998年12月31日に開催された第40回日本レコード大賞において、tohkoは当楽曲で新人賞を受賞した。
2023年に新たなアレンジを施し再録音した『ふわふわ ふるる 25th Anniversary Ver.』を自身のYouTubeチャンネルにて公開した。

## 収録曲
| 全作詞: 小室哲哉・MARC、全作曲・編曲: 小室哲哉。 |                                       |                  |            |      |
| #                                                | タイトル                              | 作詞             | 作曲・編曲 | 時間 |
| 1.                                               | 「ふわふわ ふるる (Original Mix)」    | 小室哲哉 ・ MARC | 小室哲哉   | 5:01 |
| 2.                                               | 「ふわふわ ふるる (Intensive Remix)」 | 小室哲哉 ・ MARC | 小室哲哉   | 7:01 |
| 3.                                               | 「ふわふわ ふるる (Instrumental)」    | 小室哲哉 ・ MARC | 小室哲哉   | 5:00 |
| 合計時間:                                        | 合計時間:                             | 17:02            |            |      |

### クレジット
- Produced : 小室哲哉
- Mixed & Remixed : Dave Ford
- Additional Production (#2) : Errol Reid

## 収録アルバム
- オリジナル『籐子』（1998年）
- ベスト『tohko BEST ALBUM 10+5』（2001年）
- ベスト『tohko BEST ALBUM 10+5 〜10th Anniversary edition〜』（2008年）
- オムニバス『TETSUYA KOMURO ARCHIVES “T”』（2018年）